# Nuray Şimşek
Pour les articles homonymes, voir Şimşek.
 (novembre 2024).
 (novembre 2024).
La mise en forme du texte ne suit pas les recommandations de Wikipédia : il faut le « wikifier ».
Les points d'amélioration suivants sont les cas les plus fréquents :
- Les titres sont pré-formatés par le logiciel. Ils ne sont ni en capitales, ni en gras.
- Le texte ne doit pas être écrit en capitales (les noms de famille non plus), ni en gras, ni en italique, ni en « petit »…
- Le gras n'est utilisé que pour surligner le titre de l'article dans l'introduction, une seule fois.
- L'italique est rarement utilisé : mots en langue étrangère, titres d'œuvres, noms de bateaux, etc.
- Les citations ne sont pas en italique mais en corps de texte normal. Elles sont entourées par des guillemets français : « et ».
- Les listes à puces sont à éviter, des paragraphes rédigés étant largement préférés. Les tableaux sont à réserver à la présentation de données structurées (résultats, etc.).
- Les appels de note de bas de page (petits chiffres en exposant, introduits par l'outil «  Source ») sont à placer entre la fin de phrase et le point final[comme ça].
- Les liens internes (vers d'autres articles de Wikipédia) sont à choisir avec parcimonie. Créez des liens vers des articles approfondissant le sujet. Les termes génériques sans rapport avec le sujet sont à éviter, ainsi que les répétitions de liens vers un même terme.
- Les liens externes sont à placer uniquement dans une section « Liens externes », à la fin de l'article. Ces liens sont à choisir avec parcimonie suivant les règles définies. Si un lien sert de source à l'article, son insertion dans le texte est à faire par les notes de bas de page.
- La présentation des références doit suivre les conventions bibliographiques. Il est recommandé d'utiliser les modèles {{Ouvrage}}, {{Chapitre}}, {{Article}}, {{Lien web}} et/ou {{Bibliographie}}. Le mode d'édition visuel peut mettre en forme automatiquement les références.
- Insérer une infobox (cadre d'informations à droite) n'est pas obligatoire pour parachever la mise en page.

Pour une aide détaillée, merci de consulter Aide:Wikification.
Si vous pensez que ces points ont été résolus, vous pouvez retirer ce bandeau et améliorer la mise en forme d'un autre article.
Nuray Şimşek est une défenseure turque des droits humains, connue pour son engagement en faveur des libertés civiles, des droits des femmes et des prisonniers politiques. Licenciée en 2017, pour ses opinions politiques, elle incarne la résistance face à la répression croissante en Turquie sous le régime de Recep Tayyip Erdoğan.

## Biographie

### Engagement et militance
Nuray Şimşek a commencé son parcours militant en enseignant la philosophie et en sensibilisant ses étudiants à des notions fondamentales comme la liberté d'expression et les droits sociaux. Elle rejoint ensuite des syndicats et des organisations de défense des droits humains, comme l'Association des droits de l'homme en Turquie (IHD), un organisme fréquemment ciblé par les autorités pour son opposition aux politiques gouvernementales. Le gouvernement turc, aux tendances répressives et autoritaires, où les droits humains sont souvent violés, représente un défi constant pour les militants qui souhaitent s’engager à l’encontre du régime. L'absence de la Liberté de la presse en Turquie et les arrestations fréquentes de journalistes illustrent l’ampleur de la répression, ce qui renforce l'urgence du travail de figures comme Şimşek.  

### Contexte politique
La situation des droits humains en Turquie s'est aggravée après la tentative de coup d’État de 2016. Le gouvernement turc a déclaré l'état d'urgence, licencié environ 130 000 fonctionnaires et emprisonné des milliers de personnes, dont des journalistes, des universitaires et des militants. Ces purges ont également visé les syndicats sociaux-démocrates, dont celui auquel Şimşek appartenait. En 2021, la Turquie s'est retirée de la Convention d’Istanbul, un accord crucial pour la protection des femmes contre les violences. Aussi appelée Convention du Conseil de l’Europe, la Convention d’Istanbul reposait sur la prévention et la lutte contre la violence à l’égard des femmes et la violence domestique, dont la Turquie avait été le premier à ratifier en 2012. Cette décision, prise unilatéralement par Recep Tayyip Erdoğan, a été largement critiquée et perçue comme un coup porté à la lutte contre les féminicides.
La scène internationale se préoccupe de plus en plus de la répression exercée par le gouvernement turc, « La liberté d'expression est en péril en Turquie, les journalistes, les défenseurs des droits humains et la société civile évoluant dans un environnement extrêmement hostile, marqué par des pressions systématiques et des poursuites judiciaires à leur encontre », a déclaré la Commissaire aux droits de l'homme du Conseil de l'Europe en mars 2024. La détérioration de la liberté d’expression en Turquie a atteint des niveaux inquiétants ces dernières années, avec de nombreuses violations des droits de l’Homme par le gouvernement en place.

### Vie en exil
En 2021, Nuray Şimşek a intégré l'Initiative Marianne, un programme français d'accueil pour les défenseurs des droits humains, impulsé par le Président français Emmanuel Macron en 2021, afin de poursuivre le combat à l’étranger mais également en France. Ce projet a permis à Nuray Şimşek de poursuivre son activisme depuis l'étranger et de mettre en lumière les violations en Turquie. 

### Cofondatrice de l’association Voix des Prisonniers
En France, elle a cofondé l’association « Voix des prisonniers » en 2024, qui milite pour les droits des prisonniers politiques turcs et internationaux. Voix des prisonniers est née de l’initiative de militants internationaux des droits humains, dont Nuray Şimşek, ou Noura Ghazi, avocate syrienne spécialisée dans la défense des prisonniers politiques. Elles sont toutes deux issues de contextes nationaux marqués par des répressions brutales contre les voix dissidentes. L’association s'inscrit dans une tradition militante cherchant à donner une tribune aux oubliés des prisons autoritaires tout en plaidant pour des réformes structurelles au sein des systèmes judiciaires concernés. L’association adopte une démarche multidimensionnelle pour défendre les droits des prisonniers et de leurs familles, avec un soutien juridique et psychologique, l’encouragement et soutien des femmes qui souhaitent plaider, ou encore des actions visant à la sensibilisation d’un large public avec la rédaction de dossiers régulièrement déposés à l’Organisation des Nations Unies ou la Cour européenne des Droits de l’Homme. L'association accorde une attention particulière aux détenus politiques, souvent emprisonnés pour des motifs fabriqués ou en raison de leurs opinions politiques, religieuses ou sociales. En Turquie, par exemple, des milliers de journalistes, universitaires, militants et fonctionnaires ont été arrêtés depuis 2016, souvent sans procès équitable. Le travail de Voix des prisonniers vise à lutter contre ces injustices en rassemblant des témoignages et en plaidant pour leur libération. 

### La place des femmes en Turquie
La Turquie connaît un grave problème de féminicides, avec une femme tuée généralement par un conjoint, un membre de sa famille ou un ex-partenaire presque chaque jour par un proche selon plusieurs organisations non gouvernementales turques. La situation des femmes turques est alarmante, avec des niveaux de violence de genre parmi les plus élevés d’Europe. Nuray Şimşek attribue cette violence à une culture patriarcale renforcée par les discours d’Recep Tayyip Erdoğan, qui valorise des rôles traditionnels pour les femmes. L’actuel président turc a souvent mis en avant des rôles « traditionnels » pour les femmes, insistant sur leur place dans la sphère familiale comme mères et épouses. Il declare que les femmes ne sont pas égales aux hommes, synonyme d’une vision conservatrice et religieuse de la société qu’il envisage. Ces discours contribuent à banaliser les violences faites aux femmes en rendant difficile leur reconnaissance en tant que violation systématique des droits humains. En effet, le retrait de la Convention d’Istanbul en 2021, traité international visant à prévenir et à combattre les violences faites aux femmes que la Turquie a ratifié en premier en mars 2012, semble avoir exacerbé ces violences. Cette décision a été justifiée par le gouvernement turc au nom de la « protection des valeurs familiales » et en réponse à des pressions des groupes conservateurs, qui estimaient que le traité encourageait les « comportements immoraux », notamment en incluant les droits des personnes LGBTQ+. En se retirant, Istanbul a affaibli la pression légale sur les agresseurs, envoyé un signal d'impunité, et laissé les femmes et les militantes encore plus vulnérables. Depuis ce retrait, les féminicides et les violences domestiques semblent avoir augmenté, selon des organisations locales de défense des droits humains. 

### Les violences envers les personnes LGBTQ+
Parallèlement, les personnes LGBTQ+ sont particulièrement vulnérables, confrontées à des discriminations et des violences systémiques, confrontée à une hostilité de plus en plus croissante. Les discours officiels du Parti de la justice et du développement (AKP), parti islamo-conservateur, au pouvoir en Turquie depuis 2002 présidé Recep Tayyip Erdoğan, associent régulièrement l’homosexualité à des « dérives morales » et la décrivent comme une menace pour les valeurs familiales. Des événements publics comme les marches des fiertés sont systématiquement interdits depuis plusieurs années, et les militants LGBTQ+ font face à des arrestations arbitraires et à des violences policières. La marginalisation sociale, combinée à l’absence de lois anti-discrimination, crée un climat d’insécurité permanent pour ces personnes.

### Une vision d’avenir
Nuray Şimşek souligne que ces dynamiques socio-politiques exacerbent la violence et l’oppression systématique. Elle appelle, avec un ensemble de militants, à un renforcement de la solidarité internationale pour faire pression sur le gouvernement turc et sensibiliser l'opinion publique à ces problématiques. Inspirée par des mouvements comme celui des femmes iraniennes après la mort de Mahsa Amini, elle voit dans ces mobilisations une source d'espoir et de force pour les femmes turques. Selon elle, les femmes en Turquie et dans le monde peuvent jouer un rôle central dans la lutte pour les droits humains en refusant de se laisser réduire au silence.  
Nuray Şimşek incarne la résilience et la résistance face à l’autoritarisme. En France, elle continue de défendre les droits humains, sensibilisant à la situation en Turquie et œuvrant pour un monde où la justice prévaut sur l’oppression.